# La Chapelle-Mongenouil
La Chapelle-Mongenouil est une ancienne commune française du département de l'Orne et la région Normandie, intégrée au territoire de Gacé depuis 1822.

## Histoire
La commune est absorbée par celle de Gacé en 1822.

## Démographie
| 1793 | 1800 | 1806 | 1821 |
| ---- | ---- | ---- | ---- |
| 148  | 120  | 153  | 150  |

## Personnalités liées à la commune
- Pierre Joseph Antoine Beauperrey (1745-1794), homme politique né et mort à La Chapelle-Montgenouil, député aux États généraux de 1789.